# Тбилиски държавен университет
Тбилиският държавен университет „Иване Джавахишвили“(на грузински:ივანე ჯავახიშვილის სახელობის თბილისის სახელმწიფო უნივერსიტეტი) е най-старото висше училище в Грузия.
Идеята за възникване на висше училище по европейски модел се появява през XIX век. Грузинският общественик Илия Чавчавадзе е сред основателите на културното възраждане на страната, което е започнало да се проявява през 60-те години на XIX век.
От началото на XX век Иване Джавахишвили, преминал обучението си в Петербург и станал асистент в него, започва да организира основаването на Грузинския университет. Още от първите дни на февруарската революция 1917 г. Иване Джавахишвили, който дотогава е в Петербург, започва активна подготовка за откриването на висше учебно заведение. Така първият в историята национален университет в Кавказ е открит на 26 януари 1918 г., денят на възпоменанието на цар Давид Строител (нов стил 8 февруари). Съветът на професорите избра Петре Меликишвили за първи ректор на университета. Иване Джавахишвили поема философския факултет.
Следните лица изнесоха лекции в новосъздадения университет: Иване Джавахишвили, Юстин Абуладзе, Джорджи Ахвледиани, Филипе Гогичаишвили, Еквтиме Такаишвили, Корнели Кекелидзе, Шалва Нутсубидзе, Елисабед Багратиони-Орбеляни, Димитри Узнадзе, Ванда Гамзепс, Ванда Гамзеппс, Ванда Гамзепса, Анда Гамбешпс, Ванда Гамбеппс, Ванда Гамбешпс, Ванда Гамбешпид, Ванда Гамбепс Шанидзе, Андрия Бенашвили, Андрия Размадзе, Иване Бериташвили и Григол Церетели.

## Галерия
- Иване Джавахишвили
- Първата сграда на Университета